# علي الدوخي
علي الدوخي هو صحفي ومستشار إعلام رقمي الشعب اللبناني.

## حياة سابقة
ولد علي في لبنان وبدأ حياته المهنية كصحفي، ودرس في الجامعة الأمريكية للعلوم والتكنولوجيا.

## المهنة
بدأ علي مهنته في الصحافة في سن مبكرة في عام 2011، في Musicnation، وهي مجلة ترفيهيه على الإنترنت، ثم انتقل إلى مجلة «الفن» الإلكترونية في لبنان حيث نجح في مقابلة النجوم العرب الكبار مثل مايا دياب، وراغب علامة، ومريام فارس، وسميرة سعيد، وغيرهم.
قبل انضمامه إلى "ايندمول ميدل ايست برودكشن كمنسق وسائط اقمية في ستار أستار أكاديمي الموسم التاسع والعاشر، وعمل منتج مساعد في برنامج ذا فويس الموسم 3، وذا فويس كيدز الموسم الأول، وصوت الحياة، وأجمل سنين عمرنا، وأنا زهرة جونيور، وغيرها.
عندما بلغ الثامنة والعشرين، تولى علي منصب رئيس التحرير في iStarMag.com  في أغسطس 2016. في الآونة الأخيرة بدأ العمل كمنتج وسائط رقمية في «iDigital للإنتاج».
- صحفي في (elfann.com، musicnation.me) [9]

أعمال أخرى:
- مساعد منتج محتوى (جائزة الملك عبد العزيز للادب الشعبي)
- مستشار إعلامي (جورج جورج، مادلين مطر، عمار) [10][11][12][13]